# Maubelo
Maubelo est une ville du Botswana.